# ديك ماكليلاند
ديك ماكليلاند (بالإنجليزية: Deke McClelland)‏ هو كاتب أمريكي، ولد في 1962.